# Sclerocactus glaucus
Sclerocactus glaucus är en kaktusväxtart som först beskrevs av Karl Moritz Schumann, och fick sitt nu gällande namn av L.D.Benson. Sclerocactus glaucus ingår i släktet Sclerocactus och familjen kaktusväxter. Inga underarter finns listade i Catalogue of Life.

## Bildgalleri

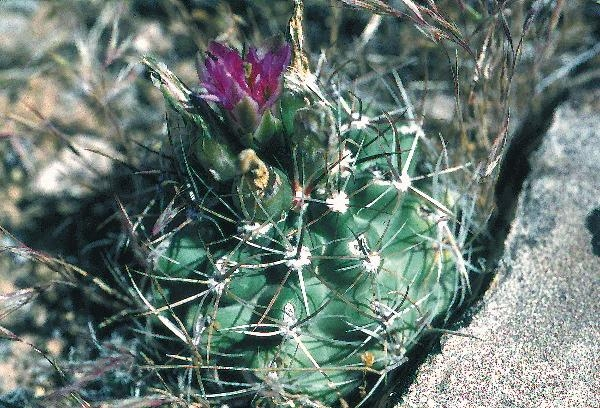
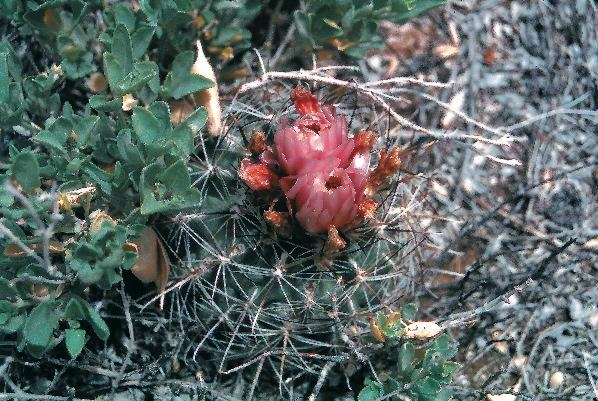
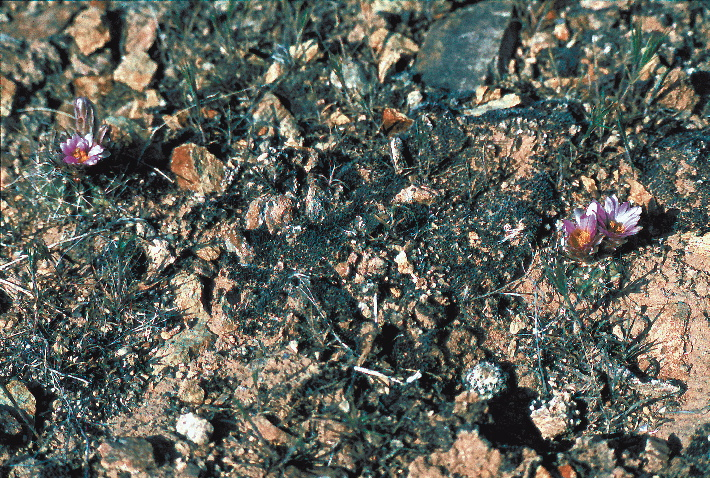
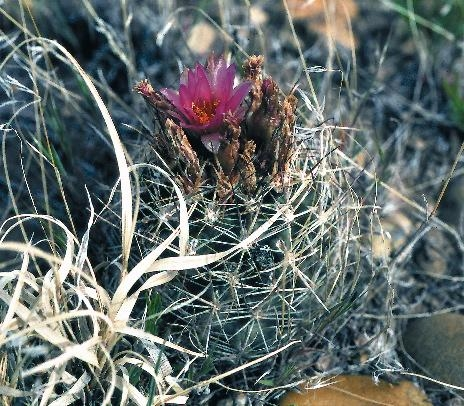
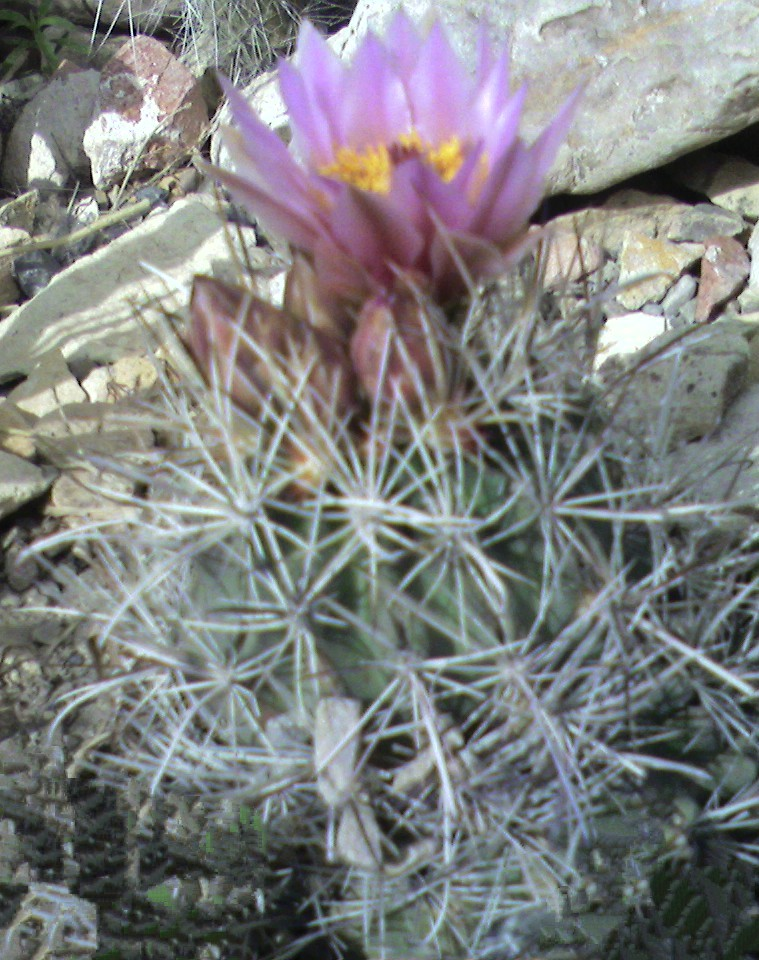
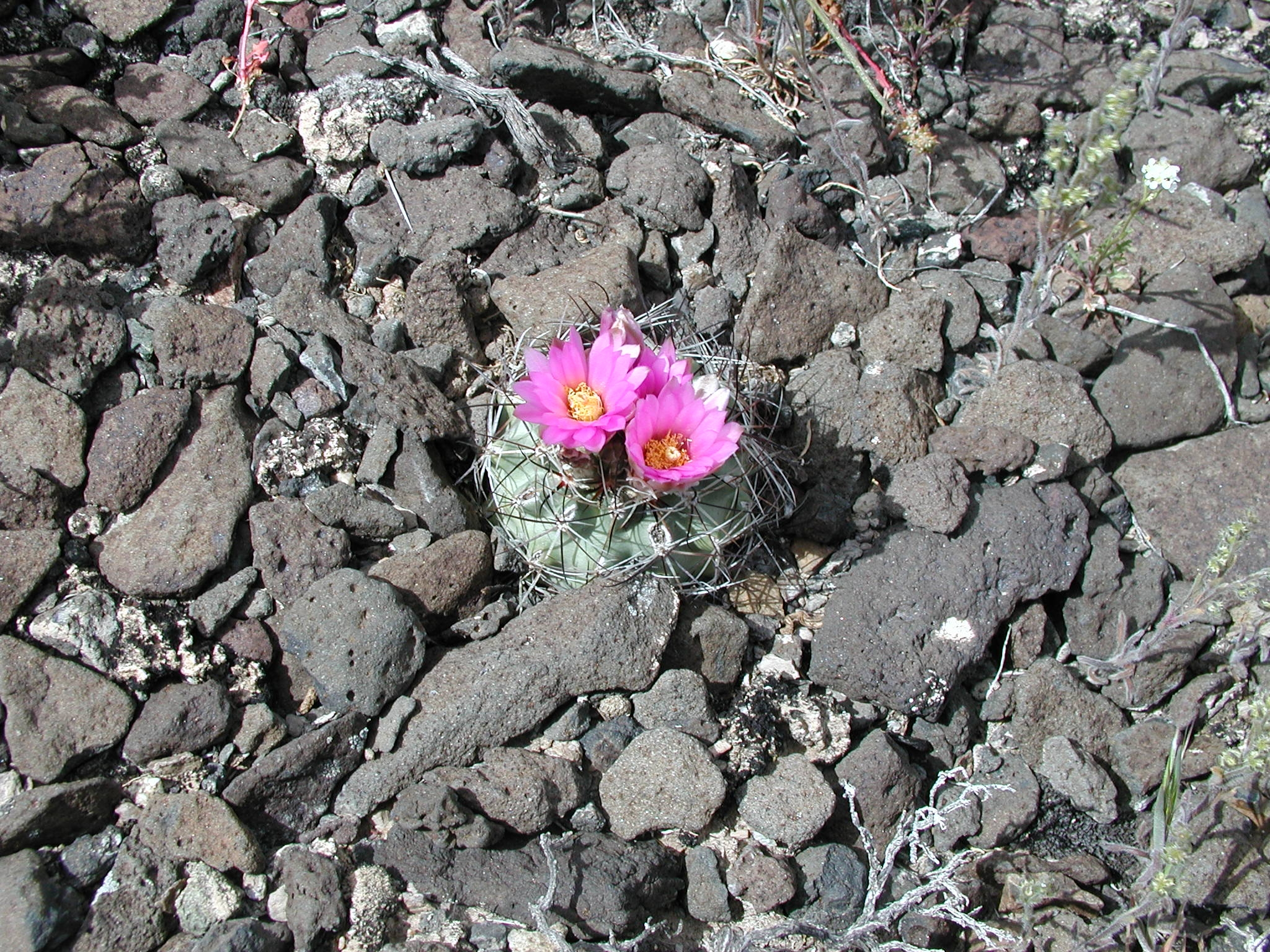